# Felix de Weldon
Pour les articles homonymes, voir Weldon.
Felix de Weldon, né le 12 avril 1907 et mort le 3 juin 2003, fut un sculpteur d'origine autrichienne vivant aux États-Unis. Son œuvre la plus célèbre est la sculpture du United States Marine Corps War Memorial, ou USMC War Memorial, reproduisant la pose du drapeau américain au sommet du mont Suribachi, immortalisé par le photographe Joe Rosenthal lors de la campagne du Pacifique.